# Viktoria (Schiff, 1935)
Die Viktoria ist ein Fahrgastschiff in Berlin.

## Geschichte
Das Schiff wurde 1935 auf Oswald Ernsts Schiffswerft in Berlin-Köpenick gebaut und trug zunächst den Namen Scharnhorst. Die Scharnhorst war eines der letzten genieteten Schiffe, die in Köpenick gebaut wurden. 1935 war sie das größte Schiff in der Flotte der Reederei Otto Kagel. Sie hatte damals eine Zulassung für 250 Personen. Otto Kagel betrieb 1935 außer der Scharnhorst auch noch die Schiffe Troll, Dornröschen, Schneewittchen III, Nirwana und Möwe II. In der Nachkriegszeit waren von diesen Schiffen noch die Scharnhorst und die Troll in Otto Kagels Besitz. Außerdem betrieb die Reederei damals noch die Fee und das Motorschiff Alf, das ihr aber nicht gehörte. 1953 hatte die Scharnhorst noch eine Zulassung für die Beförderung von 248 Personen.
Kagels Schiffe Scharnhorst, Troll und Fee wurden laut Kurt Groggert später in die Flotte der Stern und Kreisschiffahrt übernommen. Laut Binnenschifferforum war die Scharnhorst aber dort nur im Charter und gehörte ab 1972 einer Person namens Neumann in Berlin, ab 1975 Erna Lahe in Saatwinkel, ab 1980 Dieter Witte in Berlin und später Erich Lahe, in dessen Schiffsbestand sie laut Kurt Groggert 1987 noch zusammen mit der Baden-Baden war.
1998 wurde das Schiff laut Dieter Schuberts Schiffsregister an Markus Bethke verkauft und auf den neuen Namen Viktoria umgetauft. Bethke wollte offenbar Rundfahrten mit der Viktoria ab Tegel anbieten. Damals war das Schiff noch 26 m lang, 4,8 m breit und für die Beförderung von 160 Personen zugelassen. Es hatte einen Tiefgang von maximal 1,20 m und eine Maschine mit 100 PS. In seinem Anhang An- und Verkäufe 1999 präzisiert Schubert, das Schiff sei zwar 1998 von Bethke übernommen worden, aber gleich an Dieter Hadynski weiterverkauft worden. Dieser habe das Schiff in der Saison 1999 zusammen mit der Nostalgie für Berlin-Rundfahrten genutzt.
Folgt man dem Eintrag im Binnenschifferforum, so kam das Schiff schon 1992 zur Reederei Bethke, wurde 1999 an Dieter Hadynski weitergegeben und erst unter Hadynski umgetauft.
Nachdem das Schiff in den Besitz der Reederei Hadynski übergegangen war, wurde der Salon umgestaltet. Außerdem wurden die Sanitäranlagen und alle technischen Anlagen erneuert. Ferner erhielt die Viktoria eine neue sechszylindrige Hauptmaschine von Mercedes-Benz mit 150 PS, was ihr eine Höchstgeschwindigkeit von etwa 6,48 Knoten ermöglichte. Später bekam sie noch einen neuen Stromgenerator.
Seit 2005 fährt die Viktoria für die Reederei Eddyline. Eddyline gibt die Maße mit 26 m Länge und 5,10 m Breite an und befördert mit dem Schiff nur noch höchstens 99 Personen.